# Jacira Ferreira
Jacira Ferreira (Mozambique, 16 de diciembre de 1997) es una deportista de judo mozambiqueña, invitada a competir en los Juegos Olímpicos de París de 2024.

## Trayectoria
Jacira Ferreira nació en Mozambique en 1997. En 2015, a la edad de 17 años, Jacira fue la primera judoca en participar en los Juegos Congo Brazaville. Posteriormente, a los 19 años, participó en el Campeonato Mundial Senior en Budapest, Hungría.
La judoca fue la primera mujer en participar en el Campeonato Mundial de Judo en 2017, y también ha participado en tres Campeonatos del Mundo y ha estado en los Juegos Africanos estuvo en dos ocasiones.
Jacira se encuentra entre las doce mejores judocas africanas en su categoría, de medio-leve 52 kg. Fue la tercera atleta mozambiqueña en clasificarse para los Juegos Olímpicos, después de Alcinda Panguana en la categoría de boxeo y Deisy Nhaquile de vela.
Ferreira además tuvo otro logro al convertirse en la primera mujer mozambiqueña en participar en los Juegos Olímpicos en la categoría de 52 kilos, donde en 2024, ocupó el puesto 72 en el ranking mundial.
Ella está en la lista de atletas que representarán al país en los Juegos Olímpicos de Verano de 2024. Clasificaron a través del mecanismo de universalidad olímpica, es decir, participaron en la competencia como invitados. Estas plazas de Universalidad son una oportunidad para que los atletas de Comités Olímpicos Nacionales subrepresentados formen parte de los Juegos Olímpicos de Verano 2024. Estas vacantes están diseñadas para aumentar la diversidad de naciones que participan en el programa olímpico.

## Premios
| Año  | Competencia                     | Clasificación |
| ---- | ------------------------------- | ------------- |
| 2019 | Abierto Africano de Yaundé      | bronce        |
| 2020 | Abierto Africano de Dakar       | bronce        |
| 2023 | Abierto Africano de Argel       | bronce        |
| 2023 | Abierto Africano de Judo Yaundé | bronce        |
| 2024 | Abierto Africano de Luanda      | plata         |
| 2024 | Abierto Africano de Marrakech   | bronce        |
| 2024 | Abierto Africano de Abiyán      | bronce        |